# Ñangapiré
Ñangapiré es una localidad uruguaya del departamento de Cerro Largo.

## Ubicación
La localidad se encuentra situada, en la zona centro-sur del departamento de Cerro Largo, a orillas del río Tacuarí, junto a la ruta 8 km 377, muy próximo a la localidad de Arachania.

## Población
De acuerdo al censo de 2011 la localidad contaba con una población de 5 habitantes.
| 5             |
| (Fuente: INE) |